# Porto Novo (Santo Antão)
A cidade do Porto Novo, anteriormente designada Carvoeiros, é a sede do concelho de mesmo nome. Trata-se do maior centro urbano de Santo Antão e contém o principal porto da ilha. Estão em curso estudos para construção no concelho de um novo aeródromo.
De Porto Novo sai a principal estrada da ilha, que seguindo o litoral leste liga a Vila das Pombas, Ribeira Grande e Ponta do Sol. Esta estrada veio juntar-se, em fins de 2009, à Estrada da Corda, que ainda liga aos municípios do nordeste da ilha transpondo as alturas da ilha.

## População
De acordo com dados de 2010, a cidade contava com 9.310 habitantes.
| População da cidade do Porto Novo (Santo Antão) (1990–2010) | População da cidade do Porto Novo (Santo Antão) (1990–2010) | População da cidade do Porto Novo (Santo Antão) (1990–2010) | População da cidade do Porto Novo (Santo Antão) (1990–2010) |
| ----------------------------------------------------------- | ----------------------------------------------------------- | ----------------------------------------------------------- | ----------------------------------------------------------- |
| 1990                                                        | 2000                                                        | 2005                                                        | 2010                                                        |
| 4867                                                        | 7685                                                        | 8450                                                        | 9310                                                        |

## Climático

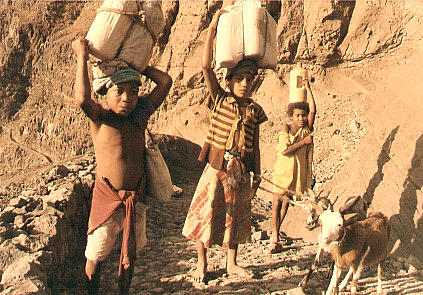
Refazendo o dia a dia.

| Dados climáticos para Porto Novo, centro-sul da ilha, 10–60 metros de elevação | Dados climáticos para Porto Novo, centro-sul da ilha, 10–60 metros de elevação | Dados climáticos para Porto Novo, centro-sul da ilha, 10–60 metros de elevação | Dados climáticos para Porto Novo, centro-sul da ilha, 10–60 metros de elevação | Dados climáticos para Porto Novo, centro-sul da ilha, 10–60 metros de elevação | Dados climáticos para Porto Novo, centro-sul da ilha, 10–60 metros de elevação | Dados climáticos para Porto Novo, centro-sul da ilha, 10–60 metros de elevação | Dados climáticos para Porto Novo, centro-sul da ilha, 10–60 metros de elevação | Dados climáticos para Porto Novo, centro-sul da ilha, 10–60 metros de elevação | Dados climáticos para Porto Novo, centro-sul da ilha, 10–60 metros de elevação | Dados climáticos para Porto Novo, centro-sul da ilha, 10–60 metros de elevação | Dados climáticos para Porto Novo, centro-sul da ilha, 10–60 metros de elevação | Dados climáticos para Porto Novo, centro-sul da ilha, 10–60 metros de elevação | Dados climáticos para Porto Novo, centro-sul da ilha, 10–60 metros de elevação |
| Mês                                                                            | Jan                                                                            | Fev                                                                            | Mar                                                                            | Abr                                                                            | Mai                                                                            | Jun                                                                            | Jul                                                                            | Ago                                                                            | Set                                                                            | Out                                                                            | Nov                                                                            | Dez                                                                            | Ano                                                                            |
| ------------------------------------------------------------------------------ | ------------------------------------------------------------------------------ | ------------------------------------------------------------------------------ | ------------------------------------------------------------------------------ | ------------------------------------------------------------------------------ | ------------------------------------------------------------------------------ | ------------------------------------------------------------------------------ | ------------------------------------------------------------------------------ | ------------------------------------------------------------------------------ | ------------------------------------------------------------------------------ | ------------------------------------------------------------------------------ | ------------------------------------------------------------------------------ | ------------------------------------------------------------------------------ | ------------------------------------------------------------------------------ |
| Média alta °C (°F)                                                             | 24.0 (75.2)                                                                    | 23.4 (74.1)                                                                    | 24.1 (75.4)                                                                    | 24.6 (76.3)                                                                    | 25.3 (77.5)                                                                    | 26.2 (79.2)                                                                    | 27.3 (81.1)                                                                    | 27.9 (82.2)                                                                    | 27.6 (81.7)                                                                    | 27.5 (81.5)                                                                    | 27.0 (80.6)                                                                    | 25.2 (77.4)                                                                    | 25.8 (78.4)                                                                    |
| Média diária °C (°F)                                                           | 22.0 (71.6)                                                                    | 21.6 (70.9)                                                                    | 22.0 (71.6)                                                                    | 22.3 (72.1)                                                                    | 23.0 (73.4)                                                                    | 24.1 (75.4)                                                                    | 25.0 (77)                                                                      | 25.9 (78.6)                                                                    | 26.0 (78.8)                                                                    | 25.8 (78.4)                                                                    | 25.0 (77)                                                                      | 23.4 (74.1)                                                                    | 23.8 (74.8)                                                                    |
| Média baixa °C (°F)                                                            | 20.1 (68.2)                                                                    | 19.8 (67.6)                                                                    | 19.9 (67.8)                                                                    | 20.1 (68.2)                                                                    | 20.8 (69.4)                                                                    | 22.1 (71.8)                                                                    | 22.7 (72.9)                                                                    | 23.9 (75)                                                                      | 24.4 (75.9)                                                                    | 24.2 (75.6)                                                                    | 23.0 (73.4)                                                                    | 21.6 (70.9)                                                                    | 21.9 (71.4)                                                                    |
| Precipitação média mm (pol.)                                                   | 7 (0.28)                                                                       | 2 (0.08)                                                                       | 1 (0.04)                                                                       | 0 (0)                                                                          | 0 (0)                                                                          | 0 (0)                                                                          | 4 (0.16)                                                                       | 28 (1.1)                                                                       | 86 (3.39)                                                                      | 31 (1.22)                                                                      | 17 (0.67)                                                                      | 15 (0.59)                                                                      | 191 (7.53)                                                                     |
| Fonte: Climate-Data.ORG                                                        |                                                                                |                                                                                |                                                                                |                                                                                |                                                                                |                                                                                |                                                                                |                                                                                |                                                                                |                                                                                |                                                                                |                                                                                |                                                                                |

## Esporte
Clubes jogar na Campeonato Regional de Santo Antão Sul. Clubes de futebol de cidade incluim-se:
- Académica - o mais popular clube e chefe de sul da ilha
- GDRC Fiorentina
- Inter FC
- Marítimo
- Sporting Clube